# Virgil Cândea
Pour les articles homonymes, voir Cândea.
Virgil Cândea, né le 20 avril 1927 à Focșani et mort le 16 février 2007 à Bucarest, fut un historien de la culture et membre de l'Académie roumaine (en 1993).

## Œuvres
- Icônes grecques, melkites, russes : collection Abou Adal, Genève (Albert Skira) et Beyrouth (Art et Patrimoine), 1993 (lire en ligne)
- Introducere în documentarea științifică, 1960, co-écrit avec Aurel Avramescu
- Pagini din trecutul diplomației românești, 1966, co-écrit avec Mircea Malița